# Чорний часник

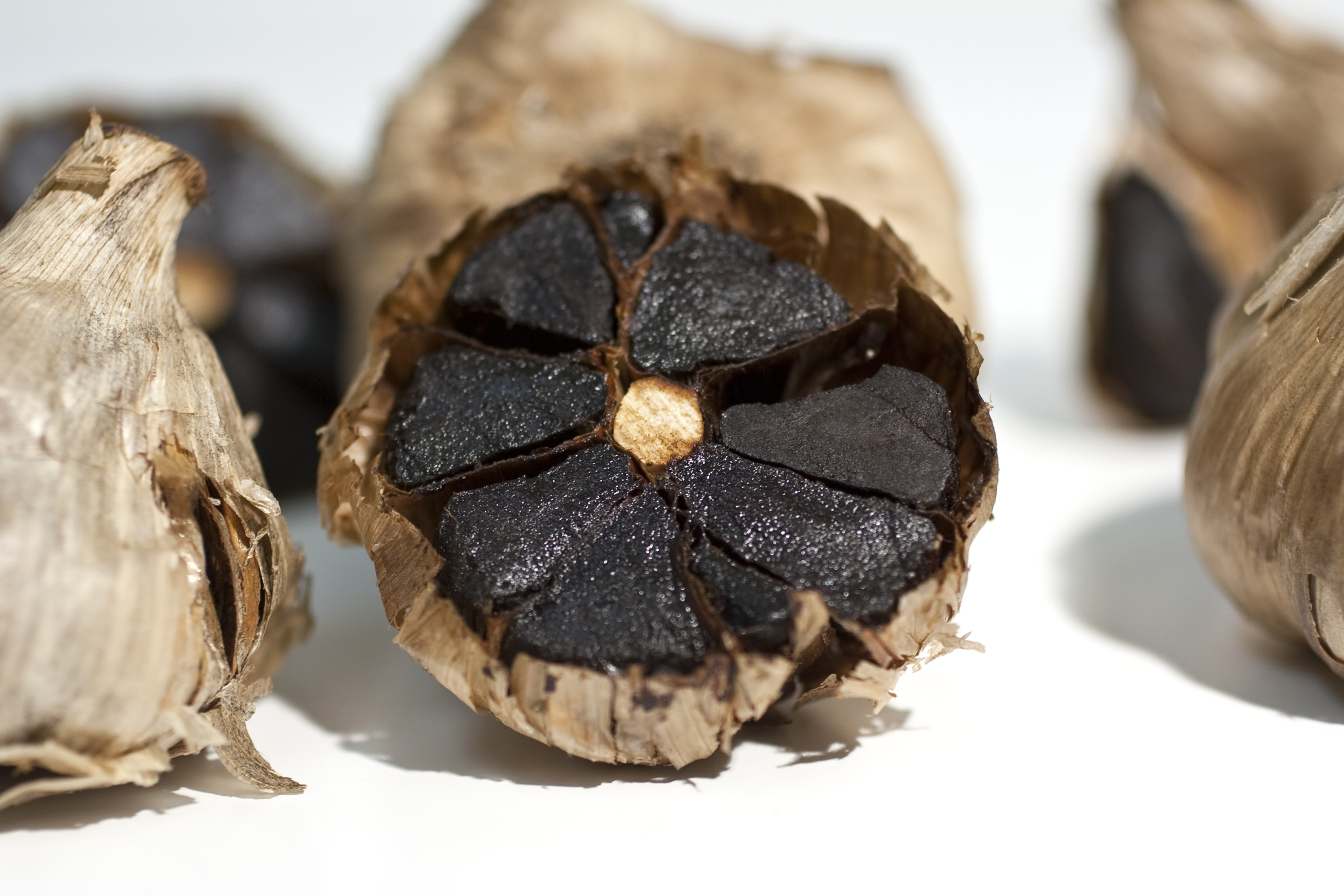

Чорний часник (англ. black garlic) — це різновид витриманого часнику, потемніння якого зв'язано з реакцією Маяра, а не з карамелізацією, має пікантний солодкий смак, без залишку гіркоти і різкого запаху. Не має гостроти, властивої свіжому часнику. Потужний антиоксидант, який чудово підходить для посилення імунітету, містить значно більше корисних речовин ніж звичайний часник, малу кількість цукру та велику кількість клітковини. Вперше почали використовувати в якості харчового інгредієнта в азійській кухні. Його отримують шляхом нагрівання свіжого часнику (Allium sativum) при контрольованій температурі і вологості протягом декількох тижнів.

## Історія
Існує безліч версій походження чорного часнику. За однією з них цей продукт спочатку вироблявся давніми корейцями, які наповнювали часниковими головками глиняні горщики, а потім виставляли їх на свіжому повітрі, щоб вони прогрівалися сонячними променями. Правда це чи ні — невідомо, але в будь-якому випадку в багатьох країнах Східної Азії, включаючи Південну Корею і Таїланд, чорний часник відомий досить давно і вважається в цих країнах божественним даром, що приносить людям здоров'я і довголіття.
Далі історії про походження вказують на початок 21 століття. В 2004 році корейський винахідник запатентував пристрій для виготовлення чорного часнику і заявив:  «щоб ви не чули, чорний часник не є старовинною їжею з Кореї … Я створив його і маю три патенти на свій власний процес».
Пізніше у 2009 році, виробник часнику у Великій Британії заявив, що для приготування чорного часнику він використовував корейський рецепт, якому було 4000 років. Застосувавши його на ділі, фермер не тільки врятував багатий урожай часнику, а й отримав продукт, що володіє чудовими властивостями і відмінним смаком.

## Виробництво
Для того, щоб приготувати чорний часник, потрібна постійна підвищена температура, стабільний рівень вологості і досить багато часу, хоча сам процес переробки не є дуже складним. Зазвичай для приготування вибирають найбільш великі неочищені головки. Їх поміщають в термостійкий посуд, який потім щільно завертають в харчову фольгу, щоб перешкоджати проникненню всередину мікроорганізмів. Далі ємність з часником завантажується в спеціальну піч, розігріту до температури + 60 ° С, де вона протягом наступних 40-50 діб піддається термічній обробці. В результаті тривалої термічної обробки часник поступово змінює свої властивості, набуваючи при цьому насичений чорний відтінок. Причому це відбувається виключно завдяки природним характеристикам рослини, без додавання будь-яких барвників або пігментів. В результаті тривалої обробки чорний часник втрачає свій різкий часниковий аромат і набуває солодкий смак, що нагадує патоку з легкою ноткою соєвого соусу, грибів і сухофруктів. Чорний колір пов'язаний з рекцією Маяра і проявляється завдяки появі меланоїдинів. Цю речовину можна спостерігати на скоринці хліба, а також на м'ясі або рибі, які готуються на відкритому вогні.

## Корисні властивості
Завдяки тривалій термічній обробці, поживні елементи всередині часнику переходять в легкозасвоювані і корисні для організму форми. Вчені визначили, що після обробки часнику кількість антиоксидантів (флавоноїдів та алкалоїдів) в продукті підвищується в кілька разів, тому його вживання перешкоджає процесу старіння, сприяє зміцненню імунної системи, робить сприятливий вплив на роботу всіх без винятку систем і органів. Крім того, чорний часник вважається одним з кращих природних антибіотиків, оскільки має потужну протизапальну та протигрибкову дію.
Вчені довели[джерело?], що вживання цього продукту на 60 % скорочує тривалість лікування при гострих респіраторних захворюваннях. Часник надає позитивний вплив на кровоносну систему, покращує склад крові, зміцнює серцевий м'яз, сприяє профілактиці атеросклерозу і стабілізує артеріальний тиск.
Лікарі рекомендують[джерело?] вживати чорний часник при тромбофлебіті, оскільки він чинить позитивний вплив на еластичність судин. Відомі випадки[джерело?], коли за допомогою цього продукту люди позбавлялися хронічних захворювань, пов'язаних з проблемами кровоносної системи, артритів, хвороби Альцгеймера і навіть від онкологічних захворювань.Оскільки калорійність чорного часнику складає всього 127 ккал, його відносять до дієтичних страв і рекомендують вживати людям, що страждають ожирінням або мають зайву вагу.

## Використання в кулінарії
Цей продукт можна додавати в їжу без додаткової обробки. Чистіть і їжте, як сухофрукти. Можна комбінувати з сирами або хлібом. Кухарі використовують його в подрібненому вигляді як приправу для рибних, грибних і м'ясних страв. Він однаково добре підходить як до солоних, так і до солодких страв.
Використовуйте його для маринадів, макаронних виробів, різотто, також добре поєднується з шоколадом. Зокрема, можна використовувати в песто для соусів, як заправку для салатів, дзацікі, а також для додання аромату соусам до м'ясних виробів. Спортсмени можуть додавати по 1 зубку чорного часнику до смузі та інших страв перед тренуванням. Вірте чи ні, але цей доступний продукт значно покращує результативність під час занять спортом навіть у професійних атлетів.

## В культурі
Він привернув увагу телебачення США, коли його використовували в серіалі «Залізний кухар Америка», 11-му епізоді 7-го сезону (на Food Network) і в епізоді «Топ-шеф-кухар Нью-Йорка» (на «Браво»), де він був доданий в соус, яким приправлялася страва з морського чорта. У Сполученому Королівстві, де він дебютував на телебаченні в програмі BBC «Щось для вихідних, присвячених кулінарії і способу життя» в лютому 2009 року, про чорний часник розповідає фермер Марк Ботрайт, власник часникової ферми.
Телевізійне шоу Bob's Burgers Season 5, серія 5 «Best Burger» підкреслює, що чорний часник є ключовим інгредієнтом для участі Боба і Лінди в кулінарному конкурсі під час кулінарного фестивалю. Ресторан Боба «Зроби ставку на бургер з чорним часником» внесений до списку організаторів конкурсу як «Дурний бургер з чорним часником».

## Виробники чорного часнику
На сьогодні найбільш вправними виробниками чорного часнику є іспанці, китайці та французи. Вони продають новинку під локальними брендами з приставкою «bio» і «organic».
1. ↑  Quickdev. Чорний часник. Garlic (амер.). Архів оригіналу за 29 січня 2021. Процитовано 25 січня 2021.
2. ↑  Чорний та дорогий. Скільки можна заробити на екзотичному часнику? | Агробізнес-Україна. agrobusiness.com.ua (укр.).
3. ↑  Черный чеснок. История создания и способы приготовления черного чеснока. Полезные свойства чеснока черного. agrostory.com. Процитовано 22 січня 2021.
4. ↑  ЧОРНИЙ ЧАСНИК: ЩО ЦЕ ТАКЕ, ЧИ РОСТЕ З НАСІННЯ, РЕЦЕПТИ, ЯК ЗРОБИТИ В ДОМАШНІХ УМОВАХ І ПРИГОТУВАТИ СТРАВИ З МАСЛОМ, КОРИСТЬ І ШКОДА ФЕРМЕНТОВАНОГО ОВОЧА, ФОТО - ГОРОД - 2021. jpbeergarden.com (укр.). Процитовано 25 січня 2021.{{cite web}}:  Обслуговування CS1: Сторінки з параметром url-status, але без параметра archive-url (посилання)
5. ↑  Черный чеснок: 10 самых важных фактов | Блог о китайском Чае (рос.). 19 січня 2015. Процитовано 25 січня 2021.
6. ↑  Що таке чорний часник (укр.). Архів оригіналу за 1 лютого 2021. Процитовано 25 січня 2021.
7. ↑  Чорний часник. Властивості чорного часнику. 10000menu.ru. Процитовано 4 лютого 2021.
8. ↑  Rymar, Svyatoslav. Органічний чорний часник з’явився в Іспанії. ORGANIC UA Український органік журнал (укр.). Процитовано 25 січня 2021.